# Bartolomeo II. della Scala
Bartolomeo II. della Scala (* 13. September 1361; † 12. oder 13. Juli 1381 in Verona) war Herr von Verona und Vicenza aus dem Haus der Scaliger. Er wurde im Auftrag seines jüngeren Bruders Antonio della Scala ermordet.

## Leben
Bartolomeo della Scala war der erstgeborene Sohn von Cansignorio della Scala. Wie sein jüngerer Bruder Antonio della Scala entstammte er einer außerehelichen Beziehung seines Vaters womöglich mit Margherita Pittati, die auch als die Mutter seines Bruders angesehen wird.
Er übernahm die Regentschaft seines Vaters zusammen mit seinem Bruder, als er 14 Jahre alt war, im Oktober 1375. Um die Nachfolge seiner zwei unehelichen Söhne abzusichern, hatte Cansignorio noch kurz vor seinem Tode am 18. Oktober 1375 seinen seit zehn Jahren im Verlies der Scaligerburg von Peschiera eingesperrten Bruder Paolo Alboino ermorden lassen.
Wenige Tage nach dem Tode Cansignorios wurden er und sein Bruder von Galeotto Malatesta zum Ritter geschlagen und so ihr Makel der fragwürdigen Herkunft behoben. Aufgrund des jungen Alters war ihm von seinem Vater Guglielmo Bevilacqua als Vormund zur Seite gestellt worden.
Bartolomeo II. della Scala erwies sich als aufmerksamer Regent. Besonderes Augenmerk richtete er auf einige für die lokale Wirtschaft bedeutende Handwerkszweige, wie die Wollverarbeitung. Er stand jedoch immer im Schatten seines intelligenteren, energischen und scharfsinnigen jüngeren Bruders. 1376 wurde er mit Antonio von Karl IV. zum Reichsvikar der Städte Verona und Vicenza sowie Manerbio ernannt.
Im Krieg mit seinem Onkel Bernabò Visconti, der die Schwester Cansignorios Beatrice Regina della Scala geheiratet hatte und die Nachfolge der zwei unehelichen Neffen nicht anerkannte, führte er 1379 das Scaliger-Heer an. Während der Belagerung von Brescia ließ er sich auf einen von Bernabò Visconti vorgeschlagenen Waffenstillstand ein, der es den Mailändern ermöglichte, sich neu zu organisieren. Die zeitgenössischen Berichterstatter tadelten ihn dafür und hielten ihm vor, dass er nicht an der Führung des Krieges interessiert gewesen sei.
Nachdem sein Bruder Antonio volljährig geworden war, beschloss dieser Bartolomeo aus dem Weg zu räumen und die Alleinherrschaft an sich zu reißen. Misstrauisch geworden plante Bartolomeo nach Neapel an den Hof von Karl III. zu fliehen. Der Plan kam allerdings nicht mehr zur Ausführung, womöglich weil ihm einfach die Zeit dazu fehlte und sein Bruder ihm zuvorkam. In der Nacht vom 12. auf den 13. Juli 1381 wurde er von einigen Vertrauten Antonios in seinem Schlafgemach erstochen. Um die Tat zu verschleiern, wurde sein Leichnam vor das Haus von Antonio Nogarola geschleppt, in dessen Tochter Bartolomeo verliebt war, um den Anschein zu erwecken, er wäre bei einem heimlichen Treffen mit der Geliebten vom Vater überrascht und getötet worden. Durch Folter erhielt man das Geständnis des Tatverdächtigen, womit der Fall augenscheinlich geklärt war.
Bartolomeo II. della Scala wurde am 15. Juli unter großer Anteilnahme der Bevölkerung und unter allen Ehren zu Grabe getragen. Ob und wo er bei den Scaligergräbern vor der Kirche S. Maria Antica seine letzte Ruhestätte fand, ist nicht einhellig geklärt. Seine Ermordung, die ein offenes Geheimnis war, führte zum Bruch mit einigen Verbündeten der Scaliger und leitete das Ende ihrer Herrschaft ein.